# Телишева Олена Миколаївна
Олена Миколаївна Телишева (рос. Елена Николаевна Телишева; нар. 29 травня 1922, Москва — пом. 3 квітня 2014, Новосибірськ) — російська скульпторка і педагог; член Спілки художників СРСР з 1968 року і Спілки художників Росії.

## Біографія
Народилася 29 травня 1922 року в місті Москві (нині Росія). Брала участь у німецько-радянській війні. Єфрейтор, телефоністка 176 зенітно-артилерійський полку 4-го дивізіону 16-ї батареї. У 1942—1943 роках у складі зенітної батареї захищала північно-західний сектор Москви (Митищі).
У 1950 році закінчила Московський інститут прикладного та декоративного мистецтва. Навчалася у С. Маргачова, В. Дерунова. Того ж року була направлена до Львова, де у художньому училищі викладала скульптуру, композицію та роботу у матеріалі. Серед учнів — Юрій Амбіцький.
Померла у Новосибірську 3 квітня 2014 року.

## Творчість
Працювала у галузі станкової скульптури. З 1957 року брала участь на міжнародних, зарубіжних, всесоюзних, республіканських, регіональних та обласних виставках.
Твори знаходяться в Новосибірському державному художньому музеї (2002 року скульпторка передала в дар галереї 139 творів), музеях Москви, Києва, Львова, Іскітима, Бердська, Краснозерського, численних приватних колекціях в Росії та за кордоном.

## Відзнаки
Нагороджена орденами Вітчизняної війни І ступеня, Вітчизняної війни ІІ ступеня (6 квітня 1985), медалями «За перемогу над Німеччиною у Великій Вітчизняній війні 1941—1945 рр.», «30 років Радянській Армії та Флоту», «20 років Перемоги у Великій Вітчизняній війні», «30 років перемоги у Великій Вітчизняній війні 1941—1945 рр.», «40 років перемоги у Великій Вітчизняній війні 1941—1945 рр.», «70 років Збройних Сил СРСР» (1989), «50 років Перемоги у Великій Вітчизняній війні 1941—1945 рр.» (1995), Жукова (1996).
Нагороджена Почесними грамотами: Новосибірської Обласної Ради народних депутатів (1967), Секретаріату правління Спілки художників РРФСР (1967), Новосибірської Обласної Ради профспілок (1974), Обкому профспілок (1980), Управління культури Новосибірського облвиконкому (1980); Почесною грамотою Новосибірської організації Спілки художників РРФСР за участь у республіканській виставці 60 років Великого Жовтня (1977); нагороджена пам'ятним знаком до 110-річчя Новосибірська. Внесена до Золотої книги культури Новосибірської області (2002) та до книги «Знамениті жінки Новосибірська». Лауреат премії Губернатора Новосибірської області у сфері культури та мистецтва (2011).